# Karin Rehnqvist
Karin Rehnqvist (Estocolm, 21 d'agost de 1957) és una compositora i directora sueca de música clàssica. Ha compost música de cambra, peces orquestrals, música vocal, i ha incorporat elements de música folk a la tècnica vocal. El 2009 va ser nomenada primera dona professora de composició al Royal College of Music d'Estocolm.
Karin Rehnqvist va néixer a Estocolm i va créixer a Nybro. Va estudiar pedagogia de la música al Royal College of Music a Estocolm del 1976 al 1980, i va continuar els estudis de composició el 1984 amb Gunnar Bucht, Pär Lindgren i Brian Ferneyhough, entre d'altres. Entre 1976 i 1991 va ser la directora artística i directora musical del cor Stans Kör. Del 2000 al 2003 va ser la compositora resident de la Scottish Chamber Orquestra, i del Svenska Kammarorkestern. Va compondre per aquests llocs una sèrie de peces, entre d'altres un concert per a clarinet, dedicat al clarinetista Martin Fröst i la seva simfonia Arktis, Arktis!, inspirada en l'expedició polar del 1999. Rehnqvist escriu música amb diferents habilitats, en dedicació especial als joves intèrprets. Recentment la seva peça Light of Light amb cor d'infants va estrenar-se a París el 2004, i posteriorment al Regne Unit i Suècia.
| Catàleg d'obres- per ordre alfabètic |
| - Alfred, film dirigit per Vilgot Sjöman.(1995) - All Those strings!,per quartet de corda.(2013) - Andrum, per cor i trombó.(1992)-17' - Anrop-Inrop-Utrop, per conjunt instrumental.(1997)-16' - Arktis Arktis!, per varis instruments.(2001)-30' - Att Bryta Isen, de Arktis Arktis,per varis instruments.(2001)-11' - Att Bryta Isen+, de Arktis Arktis,per varis instruments.(2001)-19' - Bara du Gär Över Markerna,per cor.(1995)-5' - Beginning, per tres pianos.(2003)-15' - Dans, per piano.(1984)-5' - Davids Nimm, per a tres cors de dones.(1984)-6' - Davids Nimm, per a tres cors de dones, i ad lib.(1984)-7' - Dadra-'en sprang koral', per trombó i percussió.(1992)-9' - Där Korpen Vitnar, per Soprano i conjunt de cambra.(2007)-25' - Ej Blir Det Natt, per cor, d'homes. (1996-2003)-4' - En Broder Mer och Mätarlarven, per cor de dones.(1996-2005)-4' - Famma Mig, per a quatre veus i Simfonieta.(2005-2008)-15' - Giv Oss Din Frid, per cor de dones.(2009)-4' - Haya!-En sag till dagens glädje, versió per doble cor.(2009)-4' - Haya!-En sag till dagens glädje, per cor de dones.(2009)-4' - Herren Är Min Herde, per cor.(2007-2010)-8' - Hetluft, per multimèdia amb escultures.(1992)-60' - Hymn, per soprano cor mixt i orquestra.(2010)-5' - Här Är Jag, Var, Är Du? Here am I. Where are you? Me voici, Où es-tu, per conga, bongos, taules.(1989)-6' - Häxorna ur Macbeth, per tres actrius. (1992). - I Dina Ögons Klara Morgonljus, per soprano i violoncel.(2004)-4' - I Himmelen, per cor mixt i quatre solistes.(1998-2004)-4' - Ice Music Fantasy, per soprano i violoncels.(2003)-5' - In Kommer Far, per cor. (1985) - Ingenting, per flauta i cor.(2004)-6' - Interludes, per cor,(2000)-10' - Jag lyfter Mina Händer, per soprano.(1998)-4' - Kast, per orquestra de corda.(1986-87)-11' - Kom Hit Alla!, per fanfàrria i trompeta.(1993)-3' - Körsnusk, per flauta i violoncel.(1986) - Lamento-Rytmen Aven Röst, per orquestra.(1993)-17' - Livet É Ett Tjolahejsan,per cor mixt.(1996) - Ljus av Ljus,per orquestra simfònica.(2003)-15' - Ljusfälten, per cor mixt, i trio de cordes.(1989)-2' - Lod, per flauta i arpa.(1986)-7' - Moster Ester, per cor.(1990) - Musik Ester, per cor.(1990) - Musik Frän Vart Klimat.(1982)-11' - Musik Till Den Sovande, per baríton i clarinet i dos violins.(1998)-10' - Mörkrets Evighet, per cor mixt.(1996)-5' - När Jorden Sjunger, per orquestra.(2004/2005)-14' - När Natten Skänker Frid, per cor mixt.(2003/2007)-4' - Obönhörligt, per quintet de metall.(2010)-2,5' - Ock Av Törnen, per saxòfon i quartet.(2001/2002)-21' - On a Distant Shore, per clarinet i orquestra.(2002) - Passionspel- Som Fyra Sporter, per orquestra i radiofonista.(1999)-37' - Polska Och Stöveldans, per a dos pianos.(1993) - Preludier För stor Orkester, per orquestra simfònica.(2005/2006)-20' - Psalm Ur Natten, per saxòfon.(2006)-5' - Puksänger-Lockrop, per dos veus i percussió.(1989)-23' - Quem Chama?/ Vem Ropar, per dos cors, i conjunt.(2008)-13' - Raven Chant, per piano i conjunt instrumental.(2007/2012)-12' - Requiem Aeternam, per dos sopranos, cor mixt i orquestra.(2008) - Ropade Nägon?, per cor de veus, instruments de metall.(2006)-12'-15' - Rädda MIg Ur Dyn, per soprano i saxofons.(1994)-4' - Salve Regina- Heavenly Queen, per cor mixt i 13 instruments.(2007)-13' - Senapskornett, per cor.(1983)-3' - Skrin, per coral, violí, i percussió.(1990)-32' - Sleep Now, per soprano, flauta, i baix.(2015)-9' - Solsägen, per cor, veu i orquestra.(1994)-32' - Stinkarian, per soprano i piano.(1999)-4' - Sträk, per quartet de corda.(1980/82)-11' - Strómmar, per bascimbalom.(1992)-7' - Större Och Mindre, per cor masculí.(2003)-2' - Surdeg, per cor i instruments.(1983)-3' - Sä Gär En Dag, per solista.(2000)-4' - Säng Ur Sagan Om Fatumeh, per cor masculí.(1998)-12' - Sänger Ur Jorden/ Songs for the Earth, per cor mixt.(1992/2008)-6' - Sötskolan, per mezzosoprano, i orquestra.(1999)-60' - Taromirs Tid, per clarinet i percussió.(1985)-12' - Teile Dich Nacht, per cor mixt i solista.(2002)-20' - Tenebrae, per cor mixt.(2002)-7' - The Raven Himself Is Hoarse, per cor.(2004)-7' - Tiger Touch, per orquestra simfònica.(2001)-9' - Till Angel Med De Brinnande Händerna, per cor i oboè.(2001)-9' - Tilt, per cor mixt.(1985)-9' - Tre Christoffer Robinsänger, per soprano i piano.(1978)-7' - Triomphe d'exister, per orquestra simfònica.(2008)-15' - Triumf Att Finnas Till Tubalur per tuba, i cor.(1990)-0,5' - Tvä fanfarrer För Brasskvartett, per conjunt de metall.(2010) - Upp, Upp Du Dränge Kära Min Mor, cor mixt i violí.(1984) - Utrop, per conjunt instrumental, 1997)-8' - Valv, per quintet de metall.(1995-96)-12' - Vampyrarian, ur Stöskolan, per mezzo soprano i piano.(1999)-4' - Var Inte Rädd För Mörkret (Do not fear the darkness), per cor.(1992/2007) - Vishetens Lov, per cor mixt i cor d'infants.(1996)-18' - Vänner Och Solen, per cor.(1992)-4' - When i Close My Eyes, I Dream of Peace, per cor mixt.(2015)-1' - Wings, per solo.(1998)-11' |